# Escudo de Guinea-Bisáu
El escudo de Guinea-Bisáu, adoptado en 1973, es uno de los símbolos oficiales del país.

## Escudo de Armas de Guinea-Bisáu
La Constitución de la República de Guinea-Bisáu en el Artículo 22 (1) establece que "Los símbolos nacionales de la República de Guinea-Bissau son la Bandera, las Armas y el Himno". El párrafo 3 del mismo artículo establece que "Las Armas de la República de Guinea-Bissau consisten en dos palmas dispuestas en un círculo, unidas por la base sobre la cual está una concha amarilla, y unidas por una cinta con el lema «UNIDADE LUTA PROGRESSO» (en español: Unidad, Lucha, Progreso). En la parte central superior hay una estrella negra de cinco puntas sobre campo de gules.

## Escudos históricos

Escudo de armas de Guinea Portuguesa entre 1933 y el 8 de mayo de 1935
Escudo de armas de la Guinea Portuguesa, del 8 de mayo de 1935 al 11 de junio de 1951
Escudo de armas de la Guinea Portuguesa, del 11 de junio de 1951 al 24 de septiembre de 1973
Escudo de armas simplificado, del 8 de mayo de 1935 al 24 de septiembre de 1973
Versión más antigua del emblema de Guinea-Bisáu a partir de 1975
Escudo de armas de Guinea-Bisáu (1973-1994)